# Eupithecia sidemii
Eupithecia sidemii är en fjärilsart som beskrevs av András Vojnits 1973. Eupithecia sidemii ingår i släktet Eupithecia och familjen mätare. Inga underarter finns listade i Catalogue of Life.